# شاهکار (رمان)
شاهکار (فرانسوی: L'Œuvre‎) رمانی است از نویسنده، روزنامه نگار و نمایش نامه نویس فرانسوی، امیل زولا، که در فاصله سال‌های ۱۸۸۵ تا ۱۸۸۶ به چاپ رسید. این کتاب چهاردهمین جلد از مجموعهٔ ۲۰جلدی روگن ماکار است. عنوان کتاب به معنای واقعی کلمه به شکل «کار: به عنوان اثری هنری» ترجمه شده اما اغلب در زبان انگلیسی و بیشتر زبان‌های دیگر با عنوان شاهکار ترجمه و مشهور گشته، کتاب بیانگر داستان یک نقاش مستعد به نام کلود لانتیر می‌باشد که زولا شخصیت دو نقاش معاصر خودش یعنی مانه و سزان را در وی، به نوعی متجلی ساخته.
در همان سال ۱۸۸۶، زولا نسخه‌ای از کتاب را به دوست نقاش خودش «سزان» تقدیم کرد. خط داستانی کتاب مربوط به زندگی هنری پاریس در دورهٔ امپراتوری دوم فرانسه می‌باشد که بخش‌هائی از زندگی خود زولا را هم به نوعی آشکار می‌سازد. شاهکار به نوعی پایان دهندهٔ دوران دوستی زولا و سزان نقاش هم بود و در مقالات منتسب به کتاب که بعدها ضمیمه گردید مشاهده شد که زولا در این داستان از دل نگرانی‌های سزان پرده بر می‌دارد و بیم او را از ناکامی‌هایش در تلاش برای به تصویر کشیدن آثارش نشان می‌دهد. گفته می‌شود که سزان، تابلوی دو مرد ورق باز را در حقیقت در جواب و کنایه‌ای خطاب به این اثر زولا طراحی کرده‌است.